# George Neil Jenkins
George Neil Jenkins (23 de octubre de 1914 - 14 de octubre de 2007) fue un profesor universitario británico, que fue profesor de fisiología bucal en la Escuela de Odontología de la Universidad de Newcastle upon Tyne durante la mayor parte de su carrera. Concentró sus investigaciones en la prevención de las caries, convirtiéndose en un experto mundial en higiene bucodental. Fue un humanista de toda la vida y presidente del grupo Humanistas del Noreste.

## Carrera
Después de convertirse en uno de los primeros estudiantes del país en obtener una licenciatura en bioquímica, Jenkins obtuvo un doctorado en Cambridge y, a principios de la década de 1940, enseñaba fisiología a médicos en el Hospital St. Bartholomew. En 1946, Jenkins llegó a Newcastle upon Tyne y durante diez años fue profesor de fisiología de Nuffield para estudiantes de odontología en la Universidad de Newcastle upon Tyne, cargo en el que fue pionero. Posteriormente, Jenkins fue nombrado Jefe del nuevo Departamento de Fisiología Bucal. Jenkins se jubiló en 1980 y continuó dedicándose a la docencia y la investigación. Además de su labor continua en este país, Jenkins actuó como profesor visitante por diversos períodos de tiempo en las universidades de Chicago, Toronto, Mineápolis, Edmonton y, en tres ocasiones, Trinidad.
Una de las principales áreas de estudio de Jenkins fue el trabajo que analizaba el efecto beneficioso que tiene comer queso sobre las caries. Durante la Segunda Guerra Mundial, participó en estudios para determinar la cantidad de tiza que habría que añadir al pan en Gran Bretaña para evitar la deficiencia de calcio en la población.
Era un investigador activo, pero también estaba interesado en dar a conocer las implicaciones de su investigación. Siempre ha sido un ferviente defensor de la fluoración del agua y ha realizado numerosas presentaciones públicas sobre el tema. Sobre este tema también apareció en el Panorama de la BBC. Trabajando con R. L. Speirs, descubrió que la superficie del esmalte dental tiene un alto contenido de fluoruro, un hallazgo que nunca recibió el reconocimiento que merece, ya que no se publicó en ninguna revista dental.  También analizó los efectos que el fluoruro en el agua tenía en los dientes, llegando incluso a provocarse caries para demostrar que se podía curar con fluoruro. Dio conferencias sobre el tema de la fluoración del agua potable en todo el mundo, convirtiéndose en un contribuyente clave a un debate controvertido. Durante la Segunda Guerra Mundial, se desempeñó como asesor nutricional del gobierno. Jenkins también actuó como editor asociado de la revista Archives of Oral Biology durante 15 años.
Como resultado de su experiencia de ser enseñado por Jenkins en la Universidad de Newcastle upon Tyne, el Dr. Israel Kleinberg se sintió estimulado a impulsar la creación del primer departamento de biología oral del mundo y el primer programa de doctorado en Biología Oral, en la recién fundada facultad de odontología de la Universidad de Manitoba en 1958. Este fue un cambio revolucionario para la odontología, ya que la mayoría de los profesores que enseñaban ciencias básicas a los estudiantes de odontología estaban ubicados físicamente en la facultad de odontología, enseñaban solo a estudiantes de odontología y se les animaba a realizar investigaciones sobre problemas relacionados con la odontología. Posteriormente, varias otras nuevas escuelas de odontología siguieron este ejemplo, y la biología oral es ahora una disciplina bien establecida. En reconocimiento a sus contribuciones a la educación y la investigación dental, que han tenido una influencia tan profunda en todo el mundo, Jenkins recibió un doctorado honorario de la Universidad de Manitoba en 1983. Además de su trabajo de investigación y docencia, participó en organizaciones como la Asociación de las Naciones Unidas y la Organización Mundial de la Salud. Era un entusiasta estudiante del ecologismo y se preocupó por el daño que la raza humana está causando a nuestro medio ambiente. En 1972 expresó temores sobre el impacto ambiental que tendría el Concorde y fue uno de los primeros en cuestionar el impacto ambiental de volar.

## Humanismo
En la década de 1950, Jenkins se unió al Grupo de Humanistas de Tyneside, que luego se convertiría en Humanistas del Noreste, y se convirtió en presidente en una etapa temprana de su membresía. Era un miembro activo de la asociación y hacía contribuciones periódicas a sus reuniones mensuales. Además de sus publicaciones científicas, fue coautor, con Alfred Hobson, del libro Modern Humanism. También pronunció oraciones fúnebres para quienes solicitaron ceremonias no religiosas y fue miembro activo de los Amigos de Jesmond Dene y la Sociedad de Investigación Psíquica.
Murió el domingo 14 de octubre de 2007. Su funeral humanista se celebró en West Road Crematorium, Newcastle upon Tyne, el lunes 29 de octubre de 2007. Asistieron familiares, amigos, compañeros y miembros de Humanistas del Noreste. Le sobrevivieron sus hijos Oliver y Hilbre.

## Obras publicadas
- «Physiology and Biochemistry of the Mouth» por G. Neil Jenkins
- «Prevention of Dental Caries (Inaugural Lecture Series)» por G. Neil Jenkins
- «Fluorides in Caries Prevention (Dental Practitioner Handbook)», 3.era Edición, 1991, Editado por G. Neil Jenkins, Andrew J. Rugg-Gunn y J. J. Murray.
- «Modern Humanism» de Alfred Hoburn y Neil Jenkins. Publicado por primera vez en 1989 por Dene Books y actualizado por NEH.

## Lectura adicional
- Dawes, Colin. «Some reflections on the influence of Neil Jenkins on dental education and research». Journal of Dental Research (en inglés) 74 (7): 1346. Archivado desde el original el 22 de noviembre de 2008. Consultado el 11 de noviembre de 2007. (requiere suscripción).